# Грбице
Грбице или земљомерке су ноћни лептири који припадају породици Geometridae из реда инсеката Lepidoptera, лептира. Њихово научно име потиче од античке грчке речи гео γη или γαια „земља” и метрон μέτρων „мера” у смислу начина на који се њихове гусенице крећу, што изгледа као да „премеравају дужину”. Ово је веома велика породица, која има око 23,000 описаних врста ноћних лептира, од чега је више од 1400Selenia tetralunaria врста из Ennominaeшест подфамилија, аутохтоно у Северној Америци. Познати члан је и велика брезина грбица, Biston betularia, који је био подвргнут бројним истраживањима из популационе генетике. Неколико земљомерки су озлоглашете нао штеточине.

## Гусенице
Гусенице уз 3 пара грудних ногу имају на крају тела и абдоминалне ножице. Приликом кретања издижу тело и грбе се (по чему су добиле један од народних назива), примичући задњи крај тела грудима. 

## Систематика

### Врсте
У Европи је познато око 750 врста, а најпознатије су велика грбица (Erannis defoliaria) врста у којој женка нема крила, мала грбица (Cheimatobia brumata) женка има закржљала крила, огроздова грбица (Abraxas grossulariata), рибизова грбица (Thamnonoma wauaria).